# Рудегі
Рудегі (пом. 954) - відомий перський поет ІХ ст. родом з Бухари. 
Відома легенда про те, що Рудегі на замовлення придворних описом річки в Бухарі пробудив у еміра прихильність до цього міста - емір, прослухавши вірші поета сів на коня і переніс свою резиденцію в Бухару. 
До сьогодні збереглися деякі ліричні поезії Рудегі, значна ж частина його творчості пропала, в тому числі епічні поеми Рудегі. 